# Pilea serratifolia
Pilea serratifolia är en nässelväxtart som beskrevs av Hugh Algernon Weddell. Pilea serratifolia ingår i släktet pileor, och familjen nässelväxter. Inga underarter finns listade i Catalogue of Life.